# ألامو (إنديانا)
ألامو، إنديانا  (بالإنجليزية: Alamo, Indiana) هي بلدة تقع في مقاطعة مونتغومري (إنديانا) بولاية إنديانا في الولايات المتحدة. تبلغ مساحتها 0.18 (كم²)، وترتفع عن سطح البحر 248 م، بلغ عدد سكانها 66 نسمة في عام تعداد الولايات المتحدة 2010 حسب إحصاء مكتب تعداد الولايات المتحدة وتصل الكثافة السكانية فيها 364.1 نسمة/كم2.

## التركيبة السكانية
قام مكتب تعداد الولايات المتحدة بتحديد بيانات التركيبة السكانية لألامو في تعداد الولايات المتحدة. في ما يلي، التركيبة السكانية حسب تعدادي 2000 و2010.

### تعداد عام 2000
بلغ عدد سكان أكرون 461 نسمة بحسب تعداد عام 2000، وبلغ عدد الأسر 173 أسرة وعدد العائلات 125 عائلة مقيمة في القرية.
وتوزع التركيب العرقي للقرية بنسبة 97.61% من البيض و 0.22% من الأمريكيين الأصليين و 1.74% من عرقين مختلطين أو أكثر.
بلغ عدد الأسر 173 أسرة كانت نسبة 35.3% منها لديها أطفال تحت سن الثامنة عشر تعيش معهم، وبلغت نسبة الأزواج القاطنين مع بعضهم البعض 52.6% من أصل المجموع الكلي للأسر، ونسبة 13.3% من الأسر كان لديها معيلات من الإناث دون وجود شريك، وكانت نسبة 27.7% من غير العائلات. تألفت نسبة 23.7% من أصل جميع الأسر من أفراد ونسبة 10.4% كانوا يعيش معهم شخص وحيد يبلغ من العمر 65 عاماً فما فوق. وبلغ الحجم الوسطي للأسر 3.06، أما الحجم الوسطي للعائلات فبلغ 2.64.
بلغ العمر الوسطي للسكان 35 عاماً. وكانت نسبة 29.7% من القاطنين تحت سن الثامنة عشر، وكانت نسبة 6.9% بين الثامنة عشر والأربعة وعشرون عاماً، ونسبة 30.6% كانت واقعةً في الفئة العمرية ما بين الخامسة والعشرون حتى والأربعة وأربعون عاماً، ونسبة 18.2% كانت ما بين الخامسة والأربعون حتى الرابعة والستون، ونسبة 14.5% كانت ضمن فئة الخامسة والستون عاماً فما فوق. يوجد لكل 100 أنثى 85.1 ذكر، ويوجد لكل 100 أنثى في الثامنة عشر من عمرها فما فوق 82.0 ذكر.
بلغ متوسط دخل الأسرة في القرية 35,208 دولار، أما متوسط دخل العائلة فبلغ 35,313 دولار. وكان متوسط دخل الذكور 31,806 دولار مقابل 23,295 دولار للإناث. وسجل دخل الفرد الخاص بالقرية 14,570 دولار. وكانت نسبة 12.2% من العائلات ونسبة 17.1% من السكان تحت خط الفقر، وكان من هؤلاء نسبة 26.2% تحت سن الثامنة عشر ولا أحد منهم في الخامسة والستين من العمر وما فوق.

### تعداد عام 2010
بلغ عدد سكان آكرون 199,110 نسمة بحسب تعداد عام 2010، وبلغ عدد الأسر 83,712 أسرة وعدد العائلات 47,084 عائلة مقيمة في المدينة. في حين سجلت الكثافة السكانية 3,209.9 نسمة لكل ميل مربع (1,239.3/كم2). وبلغ عدد الوحدات السكنية 96,288 وحدة بمتوسط كثافة قدره 1,552.3 لكل ميل مربع (599.3/كم2).
وتوزع التركيب العرقي للمدينة بنسبة 62.2% من البيض و 0.2% من الأمريكيين الأصليين و 2.1% من الأمريكيين ذوي الأصول الآسيوية و 31.5% من الأمريكيين الأفارقة و 3.2% من عرقين مختلطين أو أكثر.
```
وبلغت نسبة 
الأزواج
 القاطنين مع بعضهم البعض 31.3% من أصل المجموع الكلي للأسر، ونسبة 19.5% من الأسر كان لديها معيلات من الإناث دون وجود شريك، بينما كانت نسبة 5.5% من الأسر لديها معيلون من الذكور دون وجود شريكة وكانت نسبة 43.8% من غير العائلات. تألفت نسبة 34.8% من أصل جميع الأسر من أفراد ونسبة 10.8% كانوا يعيش معهم شخص وحيد يبلغ من العمر 65 عاماً فما فوق. وبلغ الحجم الوسطي للأسر 2.98، أما الحجم الوسطي للعائلات فبلغ 2.31.
```

بلغ العمر الوسطي للسكان 35.7 عاماً. ونسبة 25.9% كانت واقعةً في الفئة العمرية ما بين الخامسة والعشرون حتى والأربعة وأربعون عاماً، ونسبة 25.9% كانت ما بين الخامسة والأربعون حتى الرابعة والستون، وتوزع التركيب الجنسي للسكان بنسبة 48.3% ذكور و51.7% إناث.